# Unterseeboot 392
Le Unterseeboot 392 (ou U-392) est un sous-marin allemand (U-Boot) de type VII.C utilisé par la Kriegsmarine, la marine de guerre allemande,  pendant la Seconde Guerre mondiale. Mis en service en mai 1943, il est coulé dans le détroit de Gibraltar lors de sa seconde mission le 16 mars 1944.

## Construction
L'U-392 est un sous-marin océanique de type VII C. Construit dans les chantiers de Howaldtswerke AG à Kiel, la quille du U-392 est posée le 20 janvier 1942 et il est lancé le 10 avril 1943. L'U-392 entre en service un mois et demi plus tard, le 29 mai 1943,.

## Historique
A partir du 29 mai 1943, l'Unterseeboot 392 suit un entrainement sous les ordres de l'Oberleutnant zur See Henning Schümann à Kiel en Allemagne au sein de la 5. Unterseebootsflottille jusqu'au 30 novembre 1943, puis l'U-392 intègre sa formation de combat dans la 1. Unterseebootsflottille à la base sous-marine de Brest dans l'ouest de la France.
Pour sa première patrouille, l'U-392 quitte le port de Kiel le 2 décembre 1943 pour une mission en Atlantique nord en passant le long des côtes norvégiennes et islandaises. Après 50 jours en mer, l'U-392 rejoint Brest.
Pour sa seconde et ultime patrouille, il quitte le port de Brest le 29 février 1944 pour une mission en Méditerranée. Après 17 jours en mer, le 16 mars 1944, l'U-392 est coulé dans le détroit de Gibraltar à la position géographique de 35° 55′ N, 5° 41′ O, par des charges de profondeur lancées de la frégate britannique HMS Affleck (en), du destroyer britannique HMS Vanoc (en) et depuis 3 hydravions américains PBY Catalina (VP 63).
Les 52 membres d'équipage du sous-marin meurent dans cette attaque.

## Affectations successives
- 5. Unterseebootsflottille à Kiel du 29 mai au 30 novembre 1943 (entrainement)
- 1. Unterseebootsflottille à Brest du 1er décembre 1943 au 16 mars 1944 (service actif)

## Commandement
- Oberleutnant zur See  Henning Schümann du 29 mai 1943 à 16 mars 1944

## Patrouilles
|       | Commandant             | Départ          | Départ | Arrivée         | Arrivée | Jours    | Succès |
| ----- | ---------------------- | --------------- | ------ | --------------- | ------- | -------- | ------ |
| 1     | Oblt. Henning Schümann | 2 décembre 1943 | Kiel   | 20 janvier 1944 | 'Brest  | 50 jours |        |
| 2     | Oblt. Henning Schümann | 29 février 1944 | Brest  | 16 mars 1944    | Coulé   | 17 jours |        |
| Total | Total                  | Total           | Total  | Total           | Total   | 67 jours |        |

Note : Oblt. = Oberleutnant zur See  

### Opérations Wolfpack
L'U-392 a opéré avec les Wolfpacks (meute de loups) durant sa carrière opérationnelle.
1. Coronel 1 (15 décembre 1943 - 17 décembre 1943)
2. Amrum (18 décembre 1943 - 23 décembre 1943)
3. Rügen 4 (23 décembre 1943 - 2 janvier 1944)
4. Rügen 3 (2 janvier 1944 - 7 janvier 1944)
5. Rügen (7 janvier 1944 - 11 janvier 1944)

## Navires coulés
L'Unterseeboot 392 n'a ni coulé, ni endommagé de navire ennemi au cours de l'unique patrouille (52 jours en mer) qu'il effectua.

### Source et bibliographie
- (en) Cet article est partiellement ou en totalité issu de l’article de Wikipédia en anglais intitulé « German submarine U-392 » (voir la liste des auteurs).
- Chris Bishop, historien militaire (trad. de l'anglais par Christian Muguet), Les sous-marins de la Kriegsmarine : 1939-1945 : le guide d'identification des sous-marins [« The spellmount submarine identification guide : Kriegsmarine U-boats 1939-1945 »], Paris, Éd. de Lodi, 2008, 192 p. (ISBN 978-2-84690-327-1, OCLC 470721805, BNF 41298980)